# Yoshiaki Sukeno
助野嘉昭
Œuvres principales
- Bimbogami ga!
- Twin Star Exorcists

Yoshiaki Sukeno (助野嘉昭, Sukeno Yoshiaki) est un mangaka (dessinateur et scénariste de manga) né le 23 juillet 1981 à Wakayama dans la préfecture de Wakayama, au Japon.
Il est surtout connu pour être l'auteur de Bimbogami ga! et de Twin Star Exorcists.

## Œuvres

### Bimbogami ga!
Premier manga de Yoshiaki Sukeno, il est prépublié pour la première fois en novembre 2008 dans le magazine mensuel Jump Square jusqu'en septembre 2013.
Ichiko Sakura est une lycéenne de 16 ans qui a toujours été chanceuse tout au long de sa vie. Cela est dû au fait que son corps possède une quantité extraordinaire d'énergie de la chance qu'elle draine, sans s'en rendre compte, aux personnes qui l'entourent, provoquant le déséquilibre dans le monde. Pour y remédier, une Déesse de la malchance, Momiji, est envoyée dans le monde des humains pour redistribuer l'énergie de la chance qu'Ichiko vole malgré elle.

### Twin Star Exorcists
Second manga de Yoshiaki Sukeno, il est prépublié pour la première fois en novembre 2013 dans le magazine mensuel Jump Square et est toujours en cours de parution.
Dans le monde, les péchés de l'humanité se transforme en monstre: les " Impurs ". Au Japon, le jeune Rokuro tente de trouver une activité qu'il pourrait pratiquer mais ne semble être doué que pour l'Onmyōdō chose dont Rokuro ne veut plus entendre parler depuis la tragédie qui a touché sa pension deux ans auparavant. Un jour, en rencontrant une jeune fille de son âge, Benio, Rokuro se retrouve emporté malgré lui de le monde de l'Onmyōdō.

### Récits courts
Dr. Haido's Experiment Note (ハイド博士の実験ノート, Haido Hakase no Jikan Note)
Paru en 2008, one-shot paru dans le Jump Square.
Rad & Rinp (ラド＆リンプ, Rado to Rinpu)
Paru en 2011, one-shot paru dans le Jump Square.